# Joseph Jacquemotte
Joseph Jacquemotte (Brussel, 23 april 1883 – Tienen, 11 oktober 1936), ook bekend onder het pseudoniem Lepic, was een Belgisch redacteur, syndicalist en politicus voor de BWP en vervolgens de KPB.

## Levensloop

### Jeugd, opleiding en beroepsleven
Jacquemotte werd geboren in het gezin van een politieagent afkomstig uit Luik en een marktkraamster met Antwerpse origine. Na de lagere school ging hij een opleiding volgen aan de Pupillenschool van het Leger in Aalst. Het was zijn doel om zijn militaire carrière te doorlopen en op zijn zestiende verwierf hij de rang van korporaal. Uiteindelijk verhinderde een slecht zicht een verdere carrière in het leger en nam zijn leven een andere wending. 
Hij ging werken als bediende en confectieverkoper bij het Brusselse warenhuis Bernheim et Mayer, die zou opgaan in A L'Innovation. Rond dezelfde tijd kwam hij in aanraking met de socialistische beweging, onder invloed van zijn broer Charles, die een sportclub gelieerd aan de socialistische Belgische Werkliedenpartij frequenteerde. Jacquemotte werd militant van de Socialistische Jonge Wacht en gooide in 1902 mee tramstellen om tijdens de stakingen voor het algemeen enkelvoudig stemrecht. In de jaren daarna lanceerde hij zich in het syndicalisme, met eenvoudige eisen als zondagsrust, het sluiten van de winkels om 19 uur en het recht om pauze te nemen tijdens de werkuren. Dit werd niet gewaardeerd door zijn werkgever; in 1907 werd hij ontslagen.

### Syndicale carrière
In de jaren daarna nam hij allerlei kleine baantjes aan, tot hij in 1910 bestendig secretaris werd van de Brusselse afdeling van de socialistische Algemeene Vakbond der Bedienden, Techniekers, Magazijniers en Handelsreizigers in België, hetgeen hij zou blijven tot in 1922. Hij organiseerde en leidde met succes verschillende vakbondsacties. Omdat de verkopers niet durfden mee te staken, kondigde de vakbond de boycot van enkele winkels aan, verjoeg de klanten met stinkbommen, overspoelde de winkels met valse bestellingen en legde piketten aan bij de ingang van winkels. Het leverde Jacquemotte als secretaris van de vakbond een eerste verblijf in de gevangenis op, vanwege de schending van artikel 310 in het Strafwetboek (stakingsverbod). In november 1911 betoogden 6.000 mensen voor de vrijlating van Jacquemotte, waarna het ministerie van Justitie besliste om zijn straf in te korten. Zijn arrestatie en vrijlating maakten van hem een populaire figuur. Zijn populariteit zorgde ervoor dat hij van 1913 tot 1919 in het bureau van de Syndikale Kommissie kon zetelen. Van 1922 tot 1924 was hij ook secretaris van de Brusselse gewestelijke afdeling en lid van het centraal bestuur van de Algemene Centrale. 
Als syndicaal verantwoordelijke maakte Jacquemotte deel uit van de instanties van de Belgische Werkliedenpartij (BWP). Hij liet zich inspireren door Franse anarchosyndicalisten en werd de woordvoerder van de revolutionaire strekking van de BWP, die vanaf 1911 werd uitgedragen door de krant L'Exploité. Op congressen van de BWP verdedigde Jacquemotte, geruggensteund door zijn vakbond, een unilaterale ontwapening van België, de verovering van het algemeen stemrecht door middel van stakingen en de weigering om te regeren met burgerlijke partijen. In die periode verzorgde hij ook de Belgische correspondentie voor het blad van de Franse vakbond La Vie Ouvrière. 
Tijdens de Eerste Wereldoorlog stond zijn sociale agitatie op een laag pitje, waarvan hij gebruik maakte om stenografie te leren en lessen te volgen bij Charles Massart, docent bij de Centrale voor Arbeidersopvoeding, die hem het marxisme bijbracht. Als syndicalist nam hij eveneens deel aan de werkzaamheden van het Nationaal Hulp- en Voedingskomiteit en nam hij de verdediging op van het gemeentepersoneel dat zich verzette tegen de vernederlandsing van de Brusselse administratie opgelegd door de Raad van Vlaanderen. Ook volgde hij de verwikkelingen na de Oktoberrevolutie in Rusland op de voet en publiceerde hij er met de toestemming van de BWP in augustus 1918 een semi-clandestiene brochure over: La Révolution russe. De Oktoberrevolutie inspireerde Jacquemotte tot een grootschalige staking in de Grand Bazar in Brussel, gericht tegen de Duitse bezetter, die vijf maanden zou duren.

### Amis de l'Exploité en oprichtingKommunistische Partij van België
Na de Wapenstilstand en het einde van de Eerste Wereldoorlog verscheen L'Exploité opnieuw, waarvan Jacquemotte de hoofdredacteur-directeur werd. Het werd een orgaan van de radicaal-linkse tegenstanders van de reformistische politieke lijn van de BWP en ijverde voor het einde van de nationale unie met de liberalen en de katholieken, de terugtrekking van de socialistische ministers uit de regering, de herneming van de klassenstrijd door middel van stakingen en de aansluiting van de BWP bij het Komintern. Deze tendens groepeerde zich in de lokale en regionale afdelingen van Amis de l'Exploité, die zich op 21 juli 1920 verenigden in een nationale federatie. De Amis de l'Exploité konden vooral in Brussel rekenen op een sterke steun en vermoedelijk werden de ideeën van de drukkingsgroep uitgedragen door 20 procent van de leden van de partij, hetgeen Jacquemotte in staat stelde om van 1920 tot 1921 in het bureau van de Algemene Raad van de BWP te zetelen. De leiding van de POB greep in en eiste het herstel van de discipline binnen de partij en de ontbinding van de verschillende afdelingen van de Amis de l'Exploité, hetgeen werd goedgekeurd op een partijcongres in december 1920. 
In februari 1921 stelde het tweede congres van de drukkingsgroep vast dat het onmogelijk was geworden om de BWP te transformeren in een revolutionaire partij en enkele maanden later, in mei 1921, besliste het derde congres van de Amis de l'Exploité om te breken met de partij en een communistische partij op te richten, de Belgische Kommunistische Partij. De Amis de l'Exploité hadden na hun breuk met de BWP echter sterk aan aanhang verloren en de partij kreeg bovendien af te rekenen met de concurrentie van een gelijkaardige partij, de Kommunistische Partij van België. Deze werd in november 1920 opgericht door de club van L'Ouvrier communiste, geleid door War Van Overstraeten, die enkele maanden eerder het derde congres van het Komintern had bijgewoond en de Amis de L'Exploité als centristisch bestempelde. Het Komintern stuurde een afgevaardigde, de Zwitser Jules Humbert-Droz, naar België om beide partijen tot een fusie te bewegen en na wat masseerwerk en toegevingen langs beide zijden vond in september 1921 het stichtingscongres plaats van de eengemaakte Kommunistische Partij van België. Jacquemotte werd twee maanden later directeur van Le Drapeau Rouge, het communistische partijorgaan dat voortkwam uit de fusie van de bladen L'Exploité en L'Ouvrier communiste. 

### Vervolging wegens vermeend complot tegen de veiligheid van de staat
In 1923 nam Jacquemotte deel aan de conferentie van Essen, waar de bezetting van het Ruhrgebied door het Franse en Belgische leger werd veroordeeld. In dezelfde periode was hij de gangmaker van een mijnwerkersstaking in de Borinage. De Belgische justitie ging hem hierdoor beschouwen als de belangrijkste communistische leider in België en in maart 1923 werd hij opgepakt op verdenking van een complot tegen de veiligheid van de staat. Jacquemotte belandde vervolgens enkele maanden in de gevangenis, van waaruit hij de redactie van Le Drapeau Rouge bleef leiden en onder het pseudoniem Lepic de brochure Un grand "complot" communiste contre la sûreté de l’État : une machine de guerre de la bourgeoisie (Een groot communistisch complot tegen de veiligheid van de staat: een oorlogsmachine van de bourgeoisie) schreef. Zijn papieren werden uit de gevangenis gesmokkeld in de schoenen van personen die hem kwamen bezoeken in de gevangenis. De arrestatie van Jacquemotte veroorzaakte heel wat ophef en werd veroordeeld door de Belgische Werkliedenpartij en jonge beloftevolle advocaten als Paul-Henri Spaak en Henri Rolin, die spraken van een politiek proces en dat er absoluut geen sprake was van een complot. 
In september 1923 moest Jacquemotte samen met veertien andere communisten voor het hof van assisen van Brabant verschijnen. De beschuldigingen die hen door het Openbaar Ministerie werden aangewreven, bleven niet overeind en alle beklaagden werden door de volksjury vrijgesproken. Deze hele episode versterkte de positie van Jacquemotte binnen de communistische partij. Vanaf 1924 stelde hij zich helemaal in dienst van de partij, nadat communisten geweerd werden uit eender welke functie binnen de vakbonden die gecontroleerd werden door de BWP en hij zijn syndicale functies moest opgeven.

### Verder engagement voor de communistische partij
Van 1924 tot 1929 zetelde Jacquemotte in het Uitvoerend Comité van het Komintern. In die hoedanigheid begaf hij zich vaak naar Moskou. Hij was betrokken bij de werkzaamheden van het Franstalige secretariaat van de Communistische Internationale en legde zich er toe op syndicaal werk. Hij verzette zich tegen de oprichting van afzonderlijke communistische vakbonden en vond dat de communisten actief moesten blijven in de structuren van de socialistische vakbonden.  
In de jaren '20 werden het Komintern en bij uitbreiding de Belgische KPB geconfronteerd door de spanningen tussen stalinisten en trotskisten, waarbij Jacquemotte resoluut de kant van Jozef Stalin koos. Als gevolg hiervan werd in maart 1928 de trotskistische strekking rond War Van Overstraeten uit de KPB gezet. Enkele jaren later ging Jacquemotte  met de steun van het Komintern de strijd aan met de sektaristen binnen de partij, die elke samenwerking met de socialisten afwezen. Met de steun van Komintern-vertegenwoordiger Andor Bereï werden de sektaristen in april 1935 op het communistisch partijcongres in Charleroi uit de partij gestoten en werd een motie aangenomen om voor de oprichting van volksfronten met de socialisten te ijveren. Bovendien werd Jacquemotte tot secretaris-generaal van de partij verkozen, omdat hij volgens het Komintern het best geplaatst was om de nieuwe koers van de partij te verpersoonlijken. Deze functie zou hij vervullen tot aan zijn overlijden in oktober 1936.
De overwinning van de KPB bij de verkiezingen van mei 1936 stelde de partij in staat om een dagblad uit te geven, waarna Joseph Jacquemotte het partijorgaan Le Drapeau Rouge, dat wekelijks verscheen, omvormde tot La Voix du Peuple, dat op 1 oktober 1936, tien dagen voor zijn overlijden, het levenslicht zag.

### Loopbaan als parlementslid
In april 1925 werd Joseph Jacquemotte verkozen tot lid van de Kamer van volksvertegenwoordigers voor het arrondissement Brussel, een functie die hij zou bekleden tot aan zijn overlijden in oktober 1936. Hij was een zeer betrokken volksvertegenwoordiger die de parlementaire procedures en het Kamerreglement zeer goed kende en zijn interpellaties en toespraken zorgvuldig voorbereidde. In 1930 diende hij een wetsvoorstel in om een algemene werkloosheidsverzekering in te voeren en tijdens de economische crisis in de jaren '30 stelde hij de deflatiepolitiek van de opeenvolgende Belgische regeringen aan de kaak, die volgens hem de sociale ongelijkheid nog groter maakte. Evenals eiste hij na de devaluatie van de Belgische frank een onderzoekscommissie tegen speculatiepraktijken die daartoe geleid zouden hebben en richtte hij zijn pijlen op de grootbanken en hun vermeende banden met het rexisme. Daarnaast waarschuwde hij voor de gevaren die de opkomst van het nazisme met zich meebracht en nam hij in koloniale dossiers resoluut de verdediging van de gewone Congolezen op zich. 
Hij speelde een belangrijke rol in de grote stakingen van 1932 en was vaak in de Borinage en de Centre te vinden om de stakende mijnwerkers aan te moedigen. Tijdens de stakingen slaagde de KPB, veel meer dan de BWP en de gevestigde vakbonden, erin om de woede van de arbeiders te capteren, met als gevolg dat de partij bij de verkiezingen van 1932 en 1936 een electorale opgang kende.  
Daarnaast was Jacquemotte van 1926 tot 1927 gemeenteraadslid van Sint-Jans-Molenbeek. Na een jaar nam hij al ontslag, naar aanleiding van zijn verhuizing naar Ukkel.

### Overlijden
Jacquemotte bleef tot aan zijn overlijden druk in de weer als volksvertegenwoordiger, secretaris-generaal van de KPB en directeur van de communistische partijpers. Op 11 oktober 1936 werd hij dood aangetroffen op de trein tussen Luik en Tienen, een hartaderbreuk was hem fataal geworden. Enkele dagen later werd hij onder grote belangstelling ten grave gedragen op de begraafplaats van Ukkel.
Zijn neef Fernand Jacquemotte, de zoon van zijn broer Charles, trad in zijn politieke voetsporen, zetelde in het Centraal Comité van de KPB en was vier jaar volksvertegenwoordiger.